# Римавска Сеч
Римавска Сеч (слч. Rimavská Seč) насељено је мјесто са административним статусом сеоске општине (слч. obec) у округу Римавска Собота, у Банскобистричком крају, Словачка Република.

## Становништво
| Година:    | 1994. | 2004.   | 2014.   | 2024.   |
| ---------- | ----- | ------- | ------- | ------- |
| Број људи: | 1700  | 1869    | 2039    | 2219    |
| Разлика:   |       | +9,94 % | +9,09 % | +8,82 % |

| Година:    | 2023. | 2024.   |
| ---------- | ----- | ------- |
| Број људи: | 2221  | 2219    |
| Разлика:   |       | -0,09 % |

Према подацима о броју становника из 2011. године насеље је имало 1.945 становника.